# Ramesh Talwar
Ramesh Talwar (Baffa, 27 settembre 1944) è un regista indiano.

## Filmografia
Regista
- Doosara Aadmi (1977)
- Baseraa (1981)
- Sawaal (1982)
- Duniya (1984)
- Zamana (1985)
- Tera Naam Mera Naam (1988)
- Sahibaan (1993)
- Dr. Mukta (2000) - anche attore

Assistente regista
- Ittefaq (1969)
- Daag: A Poem of Love (1973)
- Joshila (1973)
- Deewaar (1975)
- Kabhie Kabhie (1976)
- Trishul (1978)
- Kaala Patthar (1979)
- Silsila (1981)